# To nie ja (serial telewizyjny)
To nie ja (ang. I Didn't Do It) – amerykański sitcom wytwórni Disney Channel. Główną rolę gra Olivia Holt i Austin North. Produkcja rozpoczęła się latem 2013 roku, a światowa premiera odbyła się 17 stycznia 2014 na kanale Disney Channel USA. W Polsce premiera odbyła się 14 czerwca tego samego roku, także na kanale Disney Channel. 3 lipca 2014 roku Disney Channel ogłosił, że powstanie 2 sezon serialu. Produkcja sezonu rozpoczęła się w grudniu 2014, a premiera odbyła się 15 lutego 2015 roku. 17 października 2015 ogłoszono, że serial zakończy się na dwóch sezonach. Polski Disney Channel ogłosił, że serial nie zostanie dokończony w Polsce, powodów decyzji nie podano.

## Fabuła
Lindy i Logan Watson są bliźniakami. Mają szczególny talent, aby razem z Delią, Garrettem i Jasmine, wpadać w różne kłopotliwe sytuacje. W każdym odcinku Lindy i Logan opowiadają retrospekcyjną historię o tym, jak doszło do danej sytuacji i jak oni tego nie zrobili. Jasmine, Garrett i Delia zawsze stoją za przyjaciółmi murem, pomagają opowiadać, jak tego nie zrobili. Na końcu każdego odcinka, Lindy i Logan podnoszą ręce w geście obronnym mówiąc: „No ale to nie ja! (ang. I didn't do it!).”

## Obsada

### Główna
- Olivia Holt jako Lindy Watson
- Austin North jako Logan Watson
- Piper Curda jako Jasmine Kang
- Sarah Gilman jako Delia Delfano
- Peyton Clark jako Garrett Spenger

### Drugoplanowa
- Matt Champagne jako Bob Watson
- Alex Kapp Horner jako Nora Watson
- Alan Chow jako Eddie White
- Claire Beale jako Młoda Lindy
- Jacob Johnson jako młody Logan
- Saylor Curda jako Młoda Jasmine
- Jake Brennan jako młody Garrett
- Georgia Cook jako Młoda Delia

## Odcinki
| Seria | Seria | Odcinki | Premierowa emisja | Premierowa emisja    | Premierowa emisja | Premierowa emisja |
| Seria | Seria | Odcinki | Premiera serii    | Finał serii          | Premiera serii    | Finał serii       |
| ----- | ----- | ------- | ----------------- | -------------------- | ----------------- | ----------------- |
|       | 1     | 20      | 17 stycznia 2014  | 7 grudnia 2014       | 14 czerwca 2014   | 17 stycznia 2015  |
|       | 2     | 19      | 15 lutego 2015    | 16 października 2015 | 20 czerwca 2015   | 30 kwietnia 2021  |